# Listă de linii aeriene

## Alianțe aeriene
- Oneworld
- Skyteam
- Star Alliance

## Cele mai mari companii aeriene
Lista celor mai mari companii aeriene după numărul de pasageri (în milioane, din anul 2005)
1. American Airlines (88,9)
2. Pan Am
3. Delta Air Lines (84,6)
4. Southwest Airlines (74,4) (Companie aeriană low-cost)
5. United Airlines (68,1)
6. Air France/KLM (64,5)
7. KLM
8. Japan Airlines (58,2)
9. Northwest Airlines (51,9)
10. Lufthansa (51,3)
11. All Nippon Airways (42,3)
12. US Airways (41,3)
13. Continental Airlines (40,0)
14. British Airways (35,1)
15. EasyJet (30,3) (Companie aeriană low-cost)
16. Ryanair (27,4) (Companie aeriană low-cost)
17. Qantas Airways (25,9)
18. Iberia Líneas Aéreas de España (23,1)
19. Korean Air (21,7)
20. America West (20,0)
21. Air Canada (20)
22. Turkish Airlines (19,6)
23. Thai Airways International (19,5)
24. SAS Scandinavian Airlines (19,3)

## Linii aerieneAfricane

### Algeria
- Air Algerie
- Air Express Algeria
- Air Mahgreb
- Atar Aviation
- Madina Airlines
- North African Airways
- Rym Airlines
- Star Aviation
- Tassili Airlines

### Angola
- Aeronautica
- Aero Tropical
- Air 26
- Air Gemini
- Alada
- Angola Air Charter
- Diexim Expresso
- Planar
- SAL (Sociedada de Aviacao Ligeira)
- Sonair
- TAAG
- Transafrik International

### Benin
- Aero Benin
- Afrique Airlines
- Benin Airlines
- Benin Golf Air
- Trans Air Benin
- Zircon Airways Benin

### Botswana
- Air Botswana
- Air Charter Botswana
- Mack Air
- Moremi Air Services
- National Airways Corp
- Northern Air
- Sefofane Air Charters

### Burkina Faso
- Air Burkina
- Burkina Airlines
- Celestair
- Faso Airways
- Naganagani

### Burundi
- Air Burundi
- City Connexion Airlines

### Camerun
- Axis Lines International
- National Airways Cameroon

### Capul Verde
- Inter Islands Airlines
- Halcyon Air
- TACV

### Ciad
- Air Afrique Horizon
- Toumai Air Chad

### Comore
- Air Comores International
- Comores Air Services
- Comores Aviation
- Complex Airways

### Republica Democrată Congo
- Air Kasai
- Air Tropiques
- Bravo Air Congo
- Business Aviation
- Compagnie Africaine d'Aviation
- Flight Express
- Hewa Bora Airways
- Kivu Air
- Malila Airlift
- MIBA Aviation
- Trans Service Airlift
- Waltair
- Wetrafa Airlift
- Wimbi Dira Airways

### Republica Congo
- Aero-Service
- Linacongo
- Trans Air Congo
- Sean Cook Airways

### Coasta de Fildeș
- Air Ivoire
- Ivoirienne de Transport Aerien (ITA)

### Djibouti
- Daallo Airlines
- Djibouti Airlines
- Silver Air

### Egipt

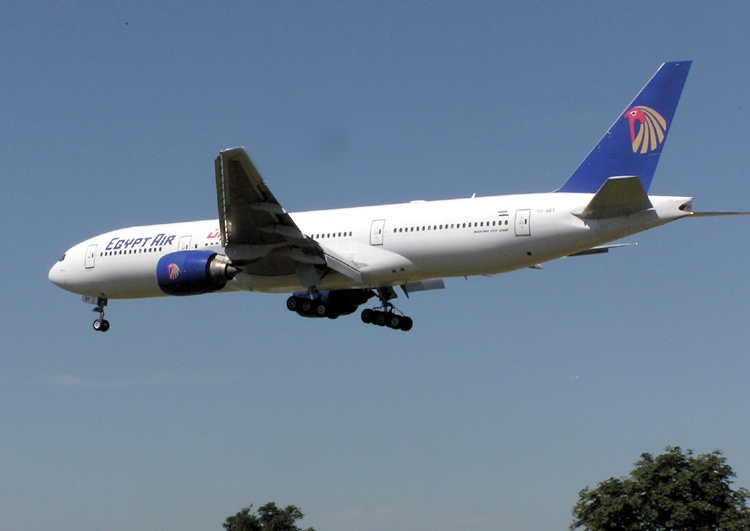
EgyptAir Boeing 777

- AMC Airlines
- Air Cairo
- Air Memphis
- Air Sinai
- EgyptAir
- Lotus Air
- Luxor Air
- Midwest Airlines
- Petroleum Air Services
- Tristar Air

### Guineea Ecuatorială
- Aerolineas de Guinea Ecuatorial
- Air Guinea Cargo
- Avirex Guinee Equatoriale
- Ecuato Guineana
- Equatair
- Guinee Ecuatorial Airlines

### Eritreea
- Eritrean Airlines

### Etiopia
- Ethiopian Airlines

### Gabon
- Air Affaires Gabon
- Air Excellence
- Air Gabon International
- Air Max-Gabon
- Air Service Gabon
- Avirex Gabon
- DAS Air Cargo
- National Airways Gabon

### Gambia
- Afrinat International Airlines
- Gambia International Airlines
- Slok Air Gambia
- Mahfooz Aviation Gambia

### Ghana
- Aerogem Cargo
- Antrak Ghana
- CTK - CiTylinK
- Ghana Airways
- Ghana International Airlines
- Johnsons Air
- MK Airlines

### Guineea
- Air Guinee
- Air Guinee Express
- Guinee Airlines
- Guinee Air Service
- Union des Transports Aériens de Guinée

### Guineea-Bissau
- Astravia - Bissau Air Transports
- Guine Bissau Airlines
- Halcyon Air/Bissau Airways
- Transports Aeriens de La Guinee-Bissau

### Kenya
- 748 Air Services
- Aero Kenya
- African Express Airways
- African Safari Airways
- Airkenya
- Astral Aviation
- Blue Bird Aviation
- Fly540
- Kenya Airways
- Skyline Aviation

### Liberia
- Air Cess
- Air Liberia
- Bridge Airlines
- Liberia Airways
- LoneStar Airways
- Satgur Air Transport

### Libia
- Afriqiyah Airways
- Air Libya Tibesti
- Air One Nine
- Buraq Air
- Libyan Arab Air Cargo
- Libyan Arab Airlines
- Tobruk Air

### Madagascar
- Air Madagascar
- Tiko Air

### Malawi
- Air Malawi

### Mali
- Air Mali International
- Compagnie Aerienne du Mali
- Mali Airways
- Trans African Airlines

### Mauritania
- Air Mauritanie
- Al Rida Airways
- Chinguetti Airlines

### Mauritius
- Air Mauritius

### Maroc

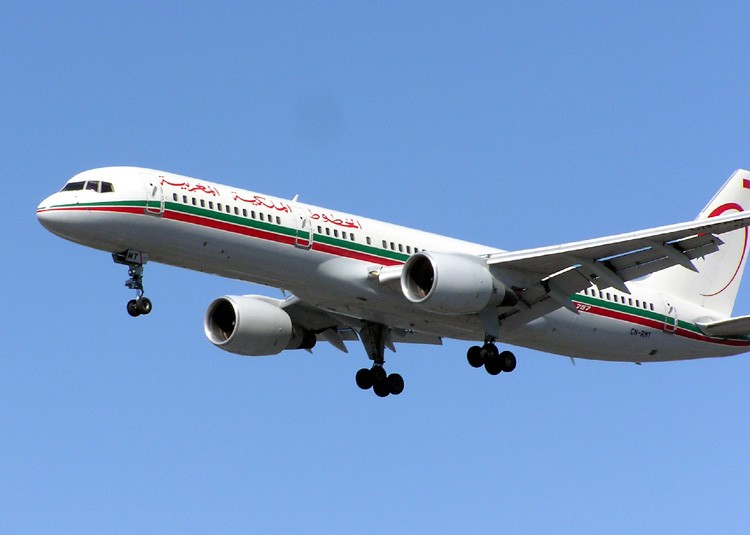
Royal Air Maroc Boeing 757

- Air Atlas Express
- Atlas Blue
- Jet4you
- Mondair
- Regional Air Lines
- Royal Air Maroc

### Mozambique
- Air Corridor
- LAM - Linhas Aéreas de Moçambique
- Moçambique Expresso
- Transairways

### Namibia
- Aerolift
- Air Namibia
- Kalahari Express Airlines

### Niger
- Air Niger

### Nigeria
- ADC Airlines
- Aero Contractors
- Afrijet Airlines
- Albarka Air
- Al-Dawood Air
- Arik Air
- Associated Aviation
- Bellview Airlines
- Capital Airlines
- Chanchangi Airlines
- Chrome Air Service
- Dasab Airlines
- Dornier Aviation Nigeria
- Earth Airlines
- EAS Airlines
- Easy Link Aviation
- Freedom Air Services
- Fresh Air
- IRS Airlines
- Kabo Air
- Overland Airways
- Pan African Airlines
- Premium Air Shuttle
- Savanah Airlines
- Skyline
- Skypower Express Airways
- Sosoliso Airlines
- Virgin Nigeria Airways

### Réunion
- Air Austral

### Rwanda
- Rwandair Express
- Silverback Cargo Freighters

### São Tomé și Príncipe
- STP Airways

### Senegal
- Air Senegal International
- Atlantis Airlines
- Georgian Cargo Airlines Africa
- Sunu Air

### Seychelles
- Air Seychelles
- Orion Air

### Sierra Leone
- Afrik Air Links
- Air Leone
- Bellview Airlines
- Pan African Air Services
- Sierra National Airlines
- Sky Aviation

### Somalia
- Air Somalia
- Daallo Airlines
- Inter-Somalia
- Jubba Airways

### Africa de Sud

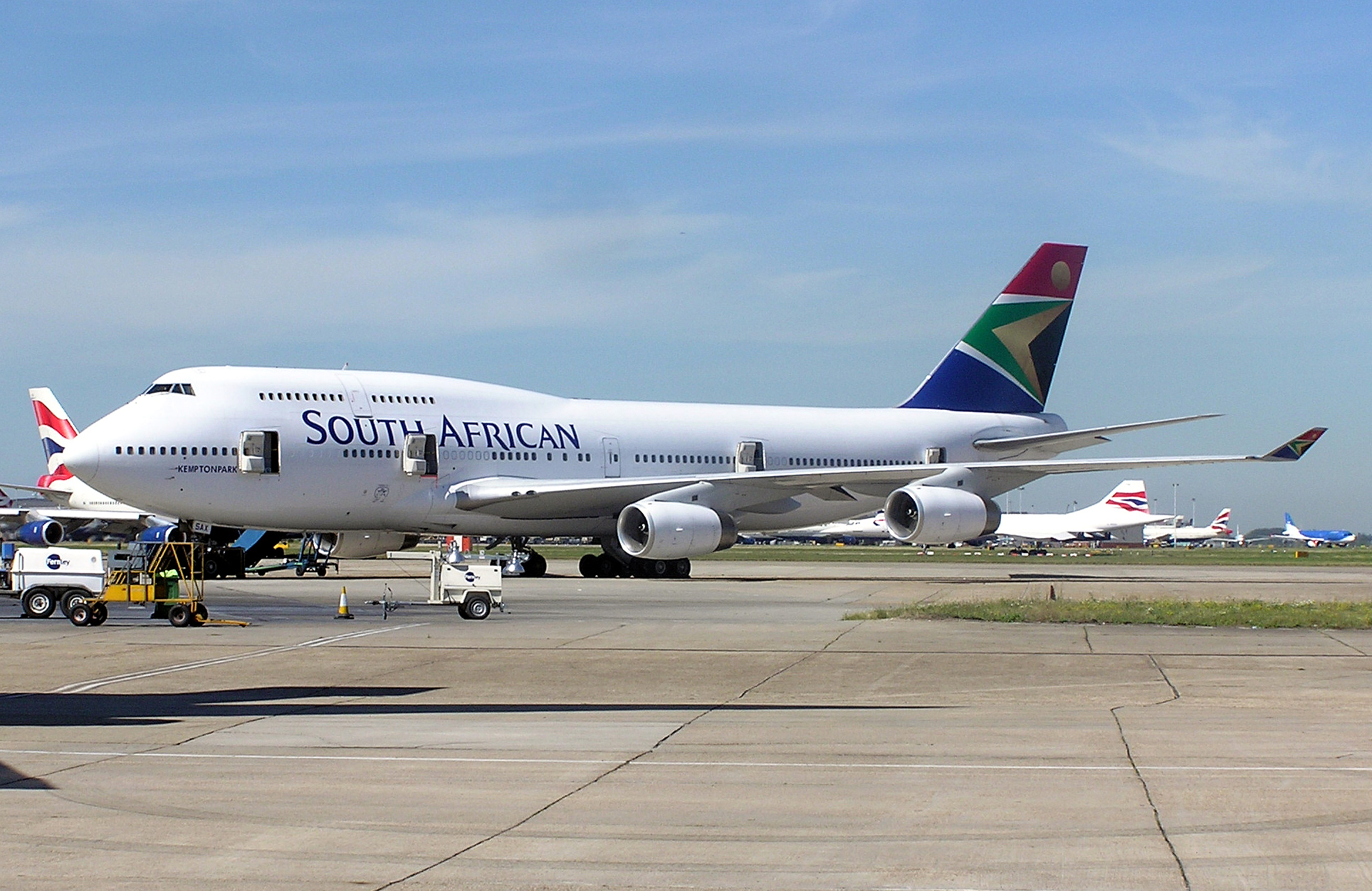
South African Airways 747-400

- 1Time Airline
- African International Airways
- Airlink
- AirQuarius Aviation
- Civair
- Comair
- Egoli Air
- Executive Aerospace
- Interair South Africa
- Kulula.com
- Mango
- National Airways
- Nationwide Airlines
- Pelican Air Services
- Rossair
- Rovos Air
- Safair
- Solenta Aviation
- South African Airways
- South African Express
- Tramon Air
- Travelmax

### Sudan
- Air West
- Azza Transport
- Badr Airlines
- Bentiu Air Transport
- Blue Bird Aviation
- Helilift
- Juba Air Cargo
- Marsland Aviation
- Mid Airlines
- Sasco Airlines
- Sonata Air Cargo
- States Air
- Sudan Airways
- Trans Arabian Air Transport
- Trans Attico
- United Arabian Airlines

### Swaziland
- Aero Africa
- Airlink Swaziland
- Royal Swazi National Airways
- Swazi Express Airways

### Tanzania
- Air Express
- Air Tanzania
- Coastal Aviation
- Eagle Air
- Kilwa Air
- Precision Air
- Regional Air Services

### Togo
- Africa West Airlines
- Transtel Togo

### Tunisia
- Karthago Airlines
- Nouvelair Tunisia
- Tuninter
- Tunisair
- Tunisavia

### Uganda
- DAS Air Cargo
- Eagle Aviation
- East African Airlines
- Pearl Air Services
- Take Air
- United Airlines
- Victoria International Airlines

### Zambia
- Airlink Zambia
- Airwaves Airlink
- Eastern Air
- Nationwide Airlines
- Zambian Airways

### Zimbabwe

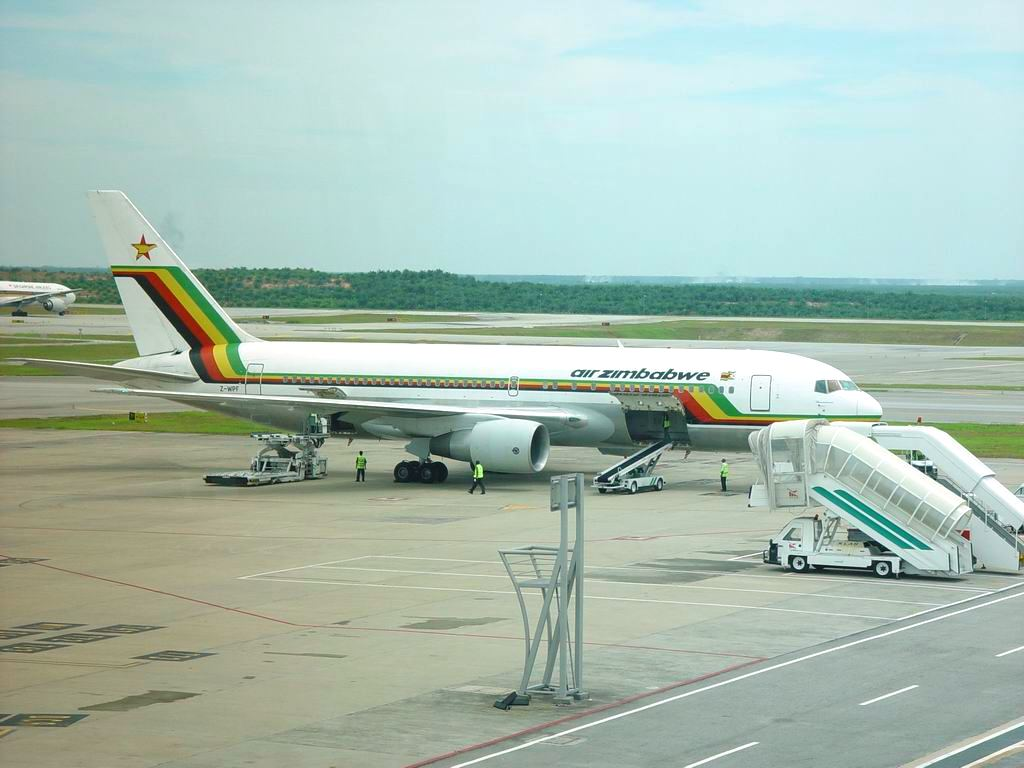
Air Zimbabwe 767-2NO(ER) Z-WPF.

- Air Zambezi
- Air Zimbabwe
- Airlink Zimbabwe
- Avient Aviation
- Mid Airlines
- Zimbabwe Airlink

## Linii aerieneEuropene

### Albania
- Ada Air
- Albanian Airlines
- Albatros Airways
- Belle Air

### Armenia
- Air Armenia
- Air-Van Airlines
- Armavia
- Atlantis European Airways
- Yerevan-Avia

### Austria
- Air Alps
- Amerer Air
- Austrian Airlines
- Austrian Arrows
- BFS Business Flight Salzburg
- Clevair
- Golden City Airlines
- Grossmann Air Service
- InterSky
- Jetalliance Flugbetriebs
- Lauda Air
- LTU Austria
- MAP Jet
- Niki
- Teamline Air
- Tyrol Air Ambulance
- Tyrolean Jet Services
- Welcome Air

### Belarus
- Belavia
- Gomelavia
- Transaviaexport Cargo Airline

### Belgia
- Abelag Aviation
- Belgian International Air Service
- Brussels Airlines
- Demavia Airlines
- DHL Aviation
- European Air Transport
- Jetairfly
- SN Brussels Airlines
- Thomas Cook Airlines
- TNT Airways
- Virgin Express
- VLM Airlines

### Bosnia și Herțegovina
- Air Srpska
- Arnoro
- B&H Airlines
- Bosnia Airlines
- FlyBosnia
- Spirit of Balkan

### Bulgaria
- Air Sofia
- Air Via
- BH Air
- Bulgaria Air
- Bulgarian Air Charter
- Hemus Air
- Inter Trans Air
- Scorpion Air
- Vega Airlines
- Viaggio Air

### Cehia
- ABS Jets
- Charter Air
- Czech Airlines
- Regional Air Services
- Silver Air
- Smart Wings
- Travel Service

### Cipru
- Cyprus Airways
- Eurocypria Airlines
- FOS Logistics

### Cipru(nord)
- Kıbrıs Türk Hava Yolları

### Croația
- Air Adriatic
- Croatia Airlines
- Dubrovnik Airlines
- Trade Air
- Zadar Airlines

### Danemarca
- Air Alsie
- Cimber Air
- Copenhagen Air Taxi
- DAT - Danish Air Transport
- Jettime
- Scandinavian Airlines System
- Star Air
- Sterling Airlines
- Sun Air of Scandinavia
- Sunclass Airlines

### Elveția
- Air Glaciers
- Air Prishtina
- Belair
- Club Airways International
- Connect Air
- Crossair Europe
- Darwin Airline
- easyJet Switzerland
- Edelweiss Air
- Farnair Switzerland
- Flybaboo
- Heliswiss
- Hello
- Helvetic Airways
- Jet Aviation
- Jetclub
- Ju-Air
- Lions Air
- PrivatAir
- SkyWork
- Swissair
- Swiss European Air Lines
- Swiss International Air Lines
- Swiss Sun
- Zimex Aviation

### Estonia
- Aero Airlines
- Airest
- Avies
- Enimex
- Estonian Air

### Insulele Feroe
- Atlantic Airways

### Finlanda
- Air Åland
- Air Finland
- Blue1
- Copterline
- Finnair
- Finncomm Airlines

### Franța
- Aero Charter DARTA
- Aero Services Executive
- Aigle Azur
- Air Corsica
- Air France
- Air France-KLM
- Air Horizons
- Airlinair
- Air Méditerranée
- Axis Airways
- Blue Line
- Brit Air
- CCM Airlines
- Champagne Airlines
- Corsairfly
- Eagle Aviation France
- Europe Airpost
- Finist'air
- Hex'Air
- L'Avion
- Octavia Airlines
- Pan Européenne Air Service
- Régional
- Star Airlines
- Sud Airlines
- Twin Jet

### Georgia
- Georgian Airways
- Georgian National Airlines
- Tbilaviamsheni

### Germania
- ACM Air Charter
- Aero Business Charter
- Aero Dienst
- Aeroline
- Air Berlin
- Air City
- Arcus-Air Logistic
- Augsburg Airways
- Avanti Air
- Blue Wings
- Cirrus Airlines
- Comfort Air
- Condor Airlines
- Contact Air
- dba
- Discover Airlines
- Elbe Air
- European Air Express
- Eurowings
- FAI Air Service
- FLM Aviation
- FLN Frisia Luftverkehr
- Fresh Line
- Germania
- Germanwings
- Hahn Air
- Hamburg International
- Hapagfly
- HLX.com
- LFH - Luftverkehr Friesland Harle
- LGW - Luftfahrtgesellschaft Walter
- LTU International
- Lufthansa
- Lufthansa Cargo
- Lufthansa CityLine
- Lufttaxi Fluggesellschaft
- MSR Flug-Charter
- Nightexpress
- OLT - Ostfriesische Lufttransport
- Phoenix Air
- Private Wings Flugcharter
- Rheinair
- Smintair
- Star XL German Airlines
- Stuttgarter Flugdienst
- Sylt Air
- Taunus Air
- Vibroair
- WDL Aviation
- Windrose Air

### Gibraltar
- Fly Gibraltar

### Grecia
- Aegean Airlines
- Air Miles
- AirSea Lines
- Alexandair
- Aviator Airways
- Blue Star Airlines
- EuroAir
- Greece Airways
- Hellenic Imperial Airways
- Mediterranean Air Freight
- Olympic Airlines
- Sky Express

### Islanda
- Air Atlanta Icelandic
- Air Iceland
- Bluebird Cargo
- Eagle Air
- Icelandair
- Iceland Express
- JetX Airlines
- Landsflug

### Irlanda
- Aer Arann
- Aer Lingus
- AerVenture
- Air Contractors
- CityJet
- Ryanair
- Starair

### Italia
- Air Dolomiti
- Air Europe
- Air Freedom
- Air Italy
- Air One
- Air Sal
- Air Vallée
- Alidaunia
- Alitalia
- Alitalia Express
- Alpi Eagles
- Aeroitalia
- Blue Panorama Airlines
- Blu-express
- Cargoitalia
- Clubair
- ElbaFly
- Eurofly
- Eurojet Italia
- Evolavia
- ITA Airways
- ItAli Airlines
- Italy First
- Livingston
- Meridiana
- MiniLiner
- Mistral Air
- MyAir
- Neos
- Ocean Airlines
- SixCargo
- Volare Airlines
- Windjet

### Letonia
- AirBaltic
- Concors
- Inversija
- LatCharter
- RAF-Avia

### Lituania
- Amber Air
- Apatas Air
- Aurela
- Aviavilsa
- Danu Oro Transportas
- FlyLal
- Heston Airlines

### Luxemburg
- Cargolux
- Comlux
- Global Jet Luxembourg
- Lionair
- Luxair
- Luxaviation
- West Air Luxembourg

### Macedonia
- Air Vardar
- MAT Macedonian Airlines
- Palair

### Malta
- Air Malta
- BritishJET
- European 2000 Airlines
- Medavia
- Malta Air

### Marea Britanie
- Air Atlantique
- Air Harrods
- Air Scotland
- Air Southwest
- Astraeus
- Atlantic Airlines
- Atlantic Express
- Aurigny Air Services
- Aviajet
- BAC Express Airlines
- BA Connect
- Blue Islands
- BMI
- bmibaby
- BMI regional
- British Airways
- British International Helicopters
- British Mediterranean Airways
- British North West Airlines
- Castle Air
- Centreline
- Citelynx
- City Star Airlines
- Club 328
- Coyne Airways
- DHL Air
- Directflight
- Eastern Airways
- easyJet
- EuroManx
- European Aviation Air Charter
- European Executive
- First Choice Airways
- Flightline
- flybe
- Fly Europa
- FlyFirst
- Flyglobespan
- Flywho
- Gama Aviation
- GB Airways
- Global Supply Systems
- Gregg Air
- Highland Airways
- Isles of Scilly Skybus
- Jet2.com
- Ledenair
- Loch Lomond Seaplanes
- Loganair
- London Executive Aviation
- Lydd Air
- Manx2
- Monarch Airlines
- MyTravel Airways
- Palmair
- Polo Aviation
- ScotAirways
- Silverjet
- Skydrift Air Charter
- Sky Value Ltd
- Thomas Cook Airlines
- Thomsonfly
- Titan Airways
- Virgin Atlantic Airways
- Virgin Galactic
- XL Airways

### Republica Moldova
- Aerocom
- FlyOne
- Air Moldova
- Moldavian Airlines
- Pecotox Air
- Tandem Aero
- Tepavia Trans
- Tiramavia

### Monaco
- Heli Air Monaco
- RivieraJet

### Muntenegru
- Di Air
- Montenegro Airlines
- OKI Air International

### Norvegia
- Air Norway
- Bergen Air Transport
- Braathens
- CHC Helikopter Service
- Classic Norway Air
- Coast Air
- Fonnafly
- Kato Airline
- Lufttransport
- Norsk Helikopter
- Norsk Luftambulanse
- Norwegian Air Shuttle
- SAS Braathens / Scandinavian Airlines System (SAS)
- Sund Air
- Vildanden
- Widerøe
- Norvegian

### Olanda
- Air France-KLM
- Arkefly
- Business Jet
- Denim Air
- DutchBird
- Dynamic Airlines
- Interstate Airlines
- KLM
- KLM Cargo
- KLM Cityhopper
- KLM Exel
- Magic Blue Airlines
- Martinair
- Metropolis
- North Sea Airways
- PrivateAir
- Quick Airways Holland
- Rossair Europe
- Schreiner Airways
- Transavia
- Tulip Air

### Polonia
- Aerogryf
- Centralwings
- Direct Fly
- Eurolo
- Enter Air
- Fischer Air Polska
- Jet Air
- LOT Polish Airlines
- Silesian Air
- Sky Express
- White Eagle Aviation

### Portugalia
- Aerocondor
- Air Luxor
- EuroAtlantic Airways
- Hifly
- Lusitania Airways
- Luzair
- PGA Express
- Portugália
- SATA Air Acores
- SATA International
- TAP Portugal
- White

### România
- Acvila Air
- Carpatair
- Chris Air
- Ion Țiriac Air
- Jetran Air
- Romavia
- Tarom
- Hospital Services / Air Ambulance
- Dan Air
- Animawings
- HiSky

### Rusia
- Abakan Avia
- Aerobratsk
- Aeroflot
- Aeroflot Plus
- AirBridge Cargo
- Airlines 400
- Airstars Airways
- Alrosa Avia
- Angara Airlines
- Astair Airlines
- Astrakhan Airlines
- Atlant-Soyuz Airlines
- ATRAN Cargo Airlines
- Atruvera Aviation
- Avcom
- Aviacon Zitotrans
- Aviaenergo
- Avial NV
- Aviaprad
- Aviast
- Aviastar Airlines
- BAL Bashkirian Airlines
- Belgorod Air Enterprise
- Bravia (Bryansk Air Enterprise)
- Bugulma Air Enterprise
- Bural
- Bylina
- Centre-Avia Airlines
- Chelyabinsk Airlines
- Chernomor Avia
- Chitaavia
- Chukotavia
- Chuvashia Airlines
- Continental Airways
- Dagestan Airlines
- Dobrolet Airlines
- Enkor
- Gazpromavia
- Gromov Air
- Ilavia Airline
- Interavia
- Izhavia
- Karat
- Kazan Air Enterprise
- Kemerovo Aviation Enterprise
- Kirov Airline
- Kogalymavia Airlines
- Komiaviatrans
- Krylo Airlines
- Nefteyugansk United Airline Transportation Company
- Nikolaevsk-Na-Amure Air Enterprise
- Novosibirsk Air Enterprise
- Petropavlovsk-Kamchatski Airline
- Polar Airlines
- Polet Airlines
- Pskovavia
- Rossiya Airlines or GTK Russia
- RusAir
- Russ Air Transport Company
- Russian Sky Airlines
- Ryazanaviatrans
- S7 Airlines
- Saransk Air Enterprise
- Saravia
- SAT Airlines
- Selcon Airlines
- Sky Express
- STC Russia
- Tesis Aviation Enterprise
- Tesis Cargo
- Tomskavia
- Transeuropean Airlines
- Tuva Airlines
- Ural Airlines
- UT Air
- VIM Airlines
- Volga-Aviaexpress
- Volga-Dnepr
- Vologda Air
- Voronezhavia
- Vostok Airlines
- Vyborg Airlines
- Yak-Service
- Yakutia Airlines
- Yamal Airlines

### Serbia
- Aeronais
- Air Pink
- Air Tomisko
- Aviogenex
- Jat Airways
- Jat Airways AVIO taxi
- Kosmas Air
- Kosova Airlines
- Master Airways
- Prince Aviation

### Slovacia
- Aero Slovakia
- Air Slovakia
- Air Transport Europe
- Seagle Air
- SkyEurope Airlines
- Slovak Airlines

### Slovenia
- Adria Airways
- Solinair

### Spania
- Aerolineas de Baleares
- Air Andalucia
- Air Europa
- Air Granada
- Air Nostrum
- Air Pack Express
- Air Plus Comet
- Air Pullmantur
- AIrClass Airways
- AlbaExel
- Audeli Air
- Binter Canarias
- Bravo Airlines
- Clickair
- Cygnus Air
- Executive Airlines
- Fly LPI
- Futura International Airways
- Gestair
- Girjet
- Hola Airlines
- Iberia Airlines
- Ibertrans Aerea
- Iberworld
- Intermediacion Aerea
- Islas Airways
- Lagun Air
- LTE International Airways
- Navegacion y Servicios Aéreos Canarios (NAYSA)
- Orionair
- PAN Air
- Regional Wings
- Serair
- Sky Service Aviation
- Spanair
- Swiftair
- Tadair
- Top Fly
- Visig Operaciones Aéreas
- Vueling Airlines
- Wondair

### Suedia
- Amapola Flyg
- Avitrans
- Blekingeflyg
- City Airline
- Direktflyg
- Falcon Air
- FlyMe
- Flynordic
- Golden Air
- Gotlandsflyg
- International Business Air
- Kalmarflyg
- Kullaflyg
- Malmö Aviation
- Maxair
- NextJet
- Nordic Regional
- Nordkalottflyg
- Norrslandsflyg
- Novair
- Scandinavian Airlines
- Skyways Express
- Skyways Regional
- Snålskjuten
- Stockholmsplanet
- Sundsvallsflyg
- SwedJet Airways
- Transwede Airways
- TUIfly Nordic
- Viking Airlines
- WaltAir Europe
- West Air Sweden

### Turcia
- ACT Airlines
- Atlasjet
- Bestair
- Corendon Airlines
- Fly Air
- Free Bird Airlines
- Golden International Airlines
- Inter Airlines
- Izair
- Kuzu Airlines Cargo
- MNG Airlines
- Onur Air
- Orbit Express Airlines
- Pegasus Airlines
- Saga Airlines
- Sky Airlines
- SunExpress
- Tarhan Tower Airlines
- Turkish Airlines
- World Focus Airlines
- Yesilkus Airlines

### Ucraina
- Aeromist-Kharkiv
- Aerostar Airlines
- Aerovis Airlines
- Air Kharkov
- Air Urga
- Antonov Airlines
- ARP 410 Airlines
- Azov Avia Airlines
- Business Aviation Center
- Constanta Airline
- Crimea Air
- Dniproavia
- Khors Aircompany
- Lvov Airlines
- Motor Sich Airlines
- Odessa Airlines
- Podilia-Avia
- Rivne Universal Avia
- South Airlines
- Tavrey Airlines
- Ukraine Air Alliance
- Ukraine Air Enterprise
- Ukraine International Airlines
- Ukrainian Cargo Airways
- UM Airlines
- Veteran Airlines
- Volare Airlines
- Yuzmashavia
- Challenge AERO